# Néris-les-Bains
Néris-les-Bains este o comună din Franța, în departamentul Allier în regiunea Auvergne. Localitatea este o Stațiune balneo-climaterică situată la 6 km de orașul Montluçon.
Apele termale din regiune sunt cunoscute încă de dinaintea cuceririi romane, localitatea fiind cunoscută ca Nériomagos nume ce vine de la zeul din panteonul galilor Nerios, zeul apelor termale. În Perioada Romană apele termale sunt exploatate, aici fiind construite o serie de terme, temple și apeducte. În perioada Invaziilor Barbare termele sunt distruse și reconstruite în mod repetat. Epoca de aur a stațiunii este însă în secolul al XIX-lea când sunt construite terme noi, precum și numeroase hoteluri și un cazino. În această perioadă numeroase ruine sunt descoperite și puse în evidență.
1. ↑  répertoire géographique des communes, accesat în 26 octombrie 2015
2. ↑  dataset of postal codes in France, 1 octombrie 2018